# 帕诺米芬
帕诺米芬（INN：Panomifene；开发代号：GYKI 13504和EGIS 5650）是三苯乙烯基的非甾体选择性雌激素受体调节剂（SERM），与他莫昔芬相关。该药物在1990年代由Egis Pharmaceuticals和IVAX药物研究所开发为抗肿瘤药物，用于治疗乳癌，但从未上市。它在开发终止之前达到了II期临床试验。该药物于1981年被描述。